# Armallá
Armallá fue una localidad, hoy día despoblada, del municipio español de Tierzo, perteneciente a la provincia de Guadalajara, en la comunidad autónoma de Castilla-La Mancha.

## Historia
A mediados del siglo XIX, la aldea, perteneciente ya por entonces a Tierzo, tenía contabilizada una población de 37 habitantes. Aparece descrita en el segundo volumen del Diccionario geográfico-estadístico-histórico de España y sus posesiones de Ultramar de Pascual Madoz de la siguiente manera:

ARMALLA: ald. en la prov. de Guadalajara (21 leg.), part. jud. de Molina (2 1/2) unida en todas sus dependencias civiles y ecl. con el l. de Tierzo (1/2): sit. al E. de un gran cerro, y en la parte media de su falda, dando frente á una dilatada vega; la baten los aires con libertad y goza de clima sano: tiene 10 casas de fáb. de cal y canto, pero de mala construccion y comodidad, y se conservan las ruinas de una capilla con 1 campanillo, propio de los vec., habiendo sido trasladadas las imágenes á la parr. de Tierzo, en virtud de lo prevenido en la visita del año 1629: en lo alto del cerro se hallan tambien las ruinas de un cast. que se dice haberse llamado Ciudadela, y guarda proporcion con otras fortalezas que se advierten en el sitio llamado Peña-Muro y en el térm. de Terzaga; formando linea desde Alpetea á Valencia: confina su térm. por N. con el de Tierzo; E. Terraguilla, S. Baños, y O. con el cast. de Arias, á dist. por todos sus lados de 3/8 leg.: en su comprension se hallan las salinas que llevan el nombre de la ald. (V.), y á dist. de 1/4 leg. de las casas, hay 3 manantiales de buenas aguas, aunque escasas, llamados de los Arrieros, la Juncadilla y la Canaleja, que con otra fuente mas inmediata surten al vecindario para todos sus usos; por el lado de la vega cruza un arroyuelo de aguas salobres, que viniendo del cast. de Arias, entra en el r. Bullones: el   terreno es bastante quebrado, escepto el de la vega: los caminos son travesias escabrosas á los pueblos inmediatos, y solo hay un mal carril para ir á las salinas: prod.: trigo, centeno, cebada, avena, guisantes, patatas y verduras: pobl. 10 vec., 37 alm. Estos y su riqueza y contr. estan incluidas en las que se señalan á su matriz (V.).
(Madoz, 1845, pp. 570-571)

Junto a ella se encontraban las salinas de Armallá.